# Copa de baloncesto de Italia 2025
La 57ª edición de la Copa de baloncesto de Italia (en italiano Coppa Italia y por motivos de patrocinio Frecciarossa Final Eight 2025) se celebró en Turín del 12 al 16 de febrero de 2025. El campeón fue el Dolomiti Energia Trentino, que lograba así su primer título.

## Clasificación
Lograban la clasificación para disputar la Coppa Italia los ocho primeros clasificados de la Serie A al final de la primera vuelta de la competición.
| - Germani Brescia - Trapani Shark - Dolomiti Energia Trentino - Virtus Segafredo Bologna | - EA7 Emporio Armani Milano - UNAHOTELS Reggio Emilia - Pallacanestro Trieste - Bertram Derthona Tortona |

## Cuadro final
|  | Cuartos de final | Cuartos de final       | Cuartos de final |                       |    | Semifinales   | Semifinales   | Semifinales   |  |   | Final          | Final         | Final         |  |
|  | 12-13 de febrero | 12-13 de febrero       | 12-13 de febrero |                       |    | 15 de febrero | 15 de febrero | 15 de febrero |  |   | 16 de febrero  | 16 de febrero | 16 de febrero |  |
|  |                  |                        |                  |                       |    |               |               |               |  |   |                |               |               |  |
|  |                  |                        |                  |                       |    |               |               |               |  |   |                |               |               |  |
|  | 1                | Brescia                | 86               |                       |    |               |               |               |  |   |                |               |               |  |
|  | 1                | Brescia                | 86               |                       |    |               |               |               |  |   |                |               |               |  |
|  | 8                | Derthona Basket        | 79               |                       |    |               |               |               |  |   |                |               |               |  |
|  | 8                | Derthona Basket        | 79               |                       | 1  | Brescia       | 69            |               |  |   |                |               |               |  |
|  |                  |                        |                  |                       | 1  | Brescia       | 69            |               |  |   |                |               |               |  |
|  |                  |                        | 5                | Olimpia Milano        | 74 |               |               |               |  |   |                |               |               |  |
|  | 4                | Virtus Bologna         | 5                | Olimpia Milano        | 74 | 77            |               |               |  |   |                |               |               |  |
|  | 4                | Virtus Bologna         |                  |                       |    |               |               |               |  |   |                |               |               |  |
|  | 5                | Olimpia Milano         | 91               |                       |    |               |               |               |  |   |                |               |               |  |
|  | 5                | Olimpia Milano         | 91               |                       |    |               |               |               |  | 5 | Olimpia Milano | 63            |               |  |
|  |                  |                        |                  |                       |    |               |               |               |  | 5 | Olimpia Milano | 63            |               |  |
|  |                  |                        | 3                | Aquila Trento         | 79 |               |               |               |  |   |                |               |               |  |
|  | 3                | Aquila Trento          | 3                | Aquila Trento         | 79 | 85            |               |               |  |   |                |               |               |  |
|  | 3                | Aquila Trento          |                  |                       |    |               |               |               |  |   |                |               |               |  |
|  | 6                | Pallacanestro Reggiana | 80               |                       |    |               |               |               |  |   |                |               |               |  |
|  | 6                | Pallacanestro Reggiana | 80               |                       | 3  | Aquila Trento | 82            |               |  |   |                |               |               |  |
|  |                  |                        |                  |                       | 3  | Aquila Trento | 82            |               |  |   |                |               |               |  |
|  |                  |                        | 7                | Pallacanestro Trieste | 79 |               |               |               |  |   |                |               |               |  |
|  | 2                | Trapani Shark          | 7                | Pallacanestro Trieste | 79 | 72            |               |               |  |   |                |               |               |  |
|  | 2                | Trapani Shark          |                  |                       |    |               |               |               |  |   |                |               |               |  |
|  | 7                | Pallacanestro Trieste  | 74               |                       |    |               |               |               |  |   |                |               |               |  |
|  | 7                | Pallacanestro Trieste  | 74               |                       |    |               |               |               |  |   |                |               |               |  |
|  |                  |                        |                  |                       |    |               |               |               |  |   |                |               |               |  |

## Cuartos de final
| 12 de febrero | Brescia                                                                           | 86–79                                 | Derthona Basket                                                                 | Turín                                                                                        |  |
| 18:00         | Parciales: 24–21, 18–12, 20–27, 24–19                                             | Parciales: 24–21, 18–12, 20–27, 24–19 | Parciales: 24–21, 18–12, 20–27, 24–19                                           |                                                                                              |  |
|               | Estadísticas A. Della Valle, N. Ivanović (20) Cuatro jugadores (5) Miro Bilan (5) | Reporte Pts Reb Asts                  | Estadísticas (17) Christian Vital (6) T. Baldasso, J. Gorham (5) Leonardo Candi | Pabellón: Palasport Olimpico Árbitros: Saverio Lanzarini Carmelo Paternicò Daniele Vallerani |  |

| 12 de febrero | Virtus Bologna                                                               | 77–91                                 | Olimpia Milano                                                     | Turín                                                                                             |  |
| 20:45         | Parciales: 18–20, 15–27, 20–24, 24–20                                        | Parciales: 18–20, 15–27, 20–24, 24–20 | Parciales: 18–20, 15–27, 20–24, 24–20                              |                                                                                                   |  |
|               | Estadísticas Mouhamet Diouf (20) Tornike Shengelia (8) Alessandro Pajola (5) | Reporte Pts Reb Asts                  | Estadísticas (19) Shavon Shields (7) Zach LeDay (4) Shavon Shields | Pabellón: Palasport Olimpico Árbitros: Beniamino Manuel Attard Guido Giovannetti Carmelo Lo Guzzo |  |

| 13 de febrero | Aquila Trento                                                  | 85–80                                 | Pallacanestro Reggiana                                                        | Turín                                                                                       |  |
| 18:00         | Parciales: 15-22, 27-22, 14-20, 29-16                          | Parciales: 15-22, 27-22, 14-20, 29-16 | Parciales: 15-22, 27-22, 14-20, 29-16                                         |                                                                                             |  |
|               | Estadísticas Myles Cale (22) Saliou Niang (7) Quinn Ellis (14) | Reporte Pts Reb Asts                  | Estadísticas (25) Cassius Winston (9) Kenneth Faried (4) J. Smith, C. Winston | Pabellón: Palasport Olimpico Árbitros: Michele Rossi Alessandro Perciavalle Christian Borgo |  |

| 13 de febrero | Trapani Shark                                                             | 72–74                                 | Pallacanestro Trieste                                                      | Turín                                                                             |  |
| 20:45         | Parciales: 20-15, 13-23, 20-18, 19-18                                     | Parciales: 20-15, 13-23, 20-18, 19-18 | Parciales: 20-15, 13-23, 20-18, 19-18                                      |                                                                                   |  |
|               | Estadísticas Amar Alibegović (18) Chris Horton (16) Langston Galloway (3) | Reporte Pts Reb Asts                  | Estadísticas (11) Cuatro jugadores (5) Tres jugadores (6) Denzel Valentine | Pabellón: Palasport Olimpico Árbitros: Tolga Ozge Sahin Mark Bartoli Giacomo Dori |  |

## Semifinales
| 15 de febrero | Brescia                                                            | 69–74                                 | Olimpia Milano                                                         | Turín                                                                                          |  |
| 18:00         | Parciales: 16–16, 17–18, 19–17, 17–23                              | Parciales: 16–16, 17–18, 19–17, 17–23 | Parciales: 16–16, 17–18, 19–17, 17–23                                  |                                                                                                |  |
|               | Estadísticas Maurice Ndour (20) Miro Bilan (8) Nikola Ivanović (6) | Reporte Pts Reb Asts                  | Estadísticas (19) Shavon Shields (6) Tres jugadores (3) Shavon Shields | Pabellón: Palasport Olimpico Árbitros: Beniamino Manuel Attard Valerio Grigioni Andrea Valzani |  |

| 15 de febrero | Aquila Trento                                                   | 82–79                                 | Pallacanestro Trieste                                                       | Turín                                                                                     |  |
| 20:45         | Parciales: 23-13, 25-20, 21-25, 23-21                           | Parciales: 23-13, 25-20, 21-25, 23-21 | Parciales: 23-13, 25-20, 21-25, 23-21                                       |                                                                                           |  |
|               | Estadísticas Anthony Lamb (18) Quinn Ellis (10) Quinn Ellis (8) | Reporte Pts Reb Asts                  | Estadísticas (25) Michele Ruzzier (11) Denzel Valentine (5) Michele Ruzzier | Pabellón: Palasport Olimpico Árbitros: Saverio Lanzarini Carmelo Lo Guzzo Edoardo Gonella |  |

## Final
| 16 de febrero | Olimpia Milano                                                       | 63–79                                 | Aquila Trento                                                               | Turín                                                                                         |  |
| 17:15         | Parciales: 14–15, 17–23, 17–21, 15-20                                | Parciales: 14–15, 17–23, 17–21, 15-20 | Parciales: 14–15, 17–23, 17–21, 15-20                                       |                                                                                               |  |
|               | Estadísticas Nikola Mirotić (20) Shavon Shields (6) Nico Mannion (4) | Reporte Pts Reb Asts                  | Estadísticas (23) Jordan Ford (9) Eigirdas Zukauskas (3) Eigirdas Zukauskas | Pabellón: Palasport Olimpico Árbitros: Beniamino Manuel Attard Guido Giovanetti Michele Rossi |  |